# Eremochloa ophiuroides
Eremochloa ophiuroides là một loài thực vật có hoa trong họ Hòa thảo. Loài này được (Munro) Hack. mô tả khoa học đầu tiên năm 1889.